# HSL 2
HSL 2 – belgijska szybka linia kolejowa pomiędzy Leuven i Ans. Długość linii wynosi 64 km, a otwarcie nastąpiło 15 grudnia 2002 roku. 